# Kobieta i Życie
Kobieta i Życie – czasopismo o charakterze popularnym, przeznaczone przede wszystkim dla kobiet, założone w 1946 roku w Warszawie jako tygodnik. Ostatni numer tygodnika ukazał się w 2002 roku. Ponownie w sprzedaży, ale jako miesięcznik, od października 2008 roku.
Pismo jest magazynem ilustrowanym. Do początku lat 90. było poświęcone tematyce społecznej i kulturalnej, następnie dominowała w nim tematyka poradnicza i publicystyka (life-style – moda, uroda, zdrowie, kuchnia, podróże, życie gwiazd).
14 października 2008 „Kobieta i Życie” ponownie ukazała się w sprzedaży. Wydawcą miesięcznika jest Wydawnictwo Bauer. Aktualnie jest to poradnik skierowany do kobiet, poszukujących sprawdzonych porad z różnych dziedzin życia. Główne akcenty pisma koncentrują się na tematyce zdrowotnej, praktycznej modzie i urodzie, przepisach kulinarnych, prawie i psychologii. 